# Glieningmoor
Das Glieningmoor ist ein Naturschutzgebiet im Landkreis Oder-Spree in Brandenburg. Es liegt an der A 12, zwischen Fürstenwalde/Spree und Briesen (Mark). Das 150,9 ha große Gebiet steht seit dem 16. Mai 1990 unter Naturschutz. 